# باشگاه ورزشی البدع
باشگاه ورزشی البدع (به عربی: نادی البدع الریاضی) یک باشگاه فوتبال در شهر دوحه در کشور قطر می‌باشد که در لیگ دسته دوم فوتبال قطر بازی می‌کند.